# Cornelio Jansenio (obispo de Gante)

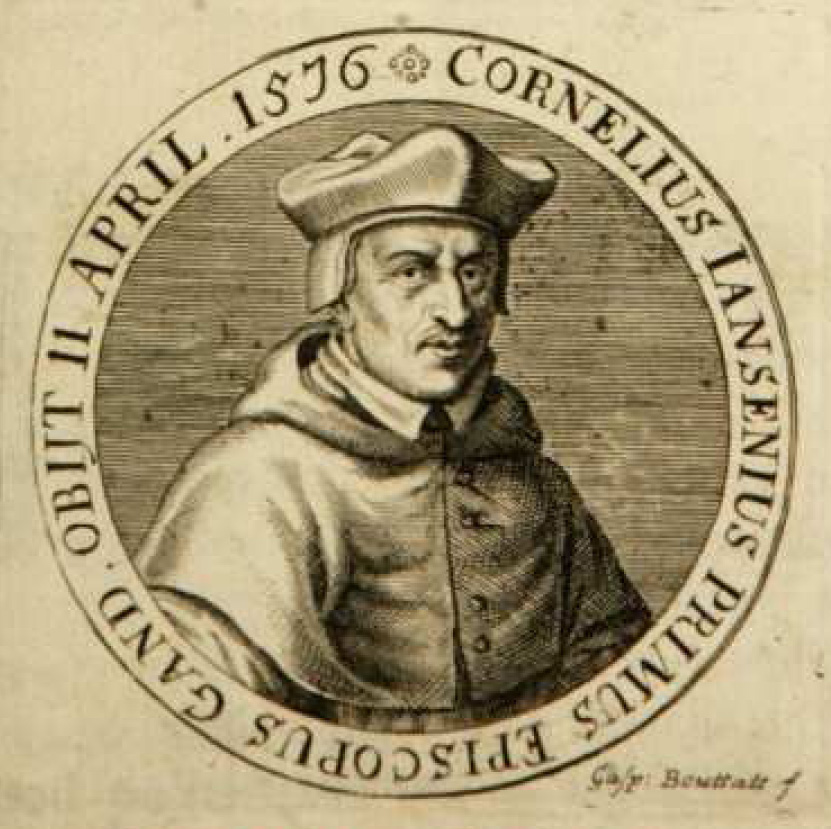
Cornelius Jansenius Hulstensis

Cornelio Jansenio, el Anciano (pronunciación en neerlandés: /ˈjɑnsən/; 1510, Hulst – 11 de abril de 1576, Gante) fue un exegeta católico y obispo de Gante.

## Biografía
Recibió su primera educación en Gante con los Hermanos de la vida común, y más tarde estudió  teología y  lenguas orientales en Louvain. Después de su licenciatura en teología en 1534, enseñó hasta 1542 la sagrada escritura a  novicios del monasterio premostratense de Tongerlo.
Desde 1542 a 1562 fue pastor de San Martín en [Courtrai] (Kortrijk). Después de obtener el título de  doctor en teología en 1562, fue nombrado inmediatamente profesor de teología en la  Universidad de Lovaina y en 1563 fue enviado por la Universidad como delegado al Concilio de Trento junto con Michel de Bay y Jan Hessels. 
En 1568 se le confió la diócesis de Gante, que mantuvo hasta 1576. Jansen fue el primer obispo de Gante.
Como obispo se dedicó principalmente a combatir el avance del protestantismo y a aplicar los decretos del Concilio de Trento. Para lograr este objetivo, fundó un seminario para sacerdotes en Gante en 1569, celebró Sínodos diocesanos en 1571 y 1574 y publicó un ritual para su diócesis.
Para distinguirlo de Cornelio Otto Jansenio (creador del Jansenismo), también se le llama Cornelio Jansenio Senior.